# Jitka Landová
Jitka Landová (Jablonec nad Nisou, 20 luglio 1990) è un'ex biatleta ceca.

## Biografia
Jitka Landová, attiva dalla stagione 2008-2009, ha esordito in Coppa del Mondo il 2 febbraio 2012 a Oslo Holmenkollen in sprint (71ª) e ai Campionati mondiali a Ruhpolding 2012, classificandosi 82ª nell'individuale, 73ª nella sprint e 10ª nella staffetta; ai successivi Mondiali di Nové Město na Moravě 2013 si è piazzata 61ª nell'individuale, 47ª nella sprint, 42ª nell'inseguimento e 10ª nella staffetta e ai XXII Giochi olimpici invernali di Soči 2014, sua unica presenza olimpica, ha vinto la medaglia di bronzo nella staffetta ed è stata 59ª nell'individuale, 49ª nella sprint e 51ª nell'inseguimento.
Nella stagione 2014-2015 ha conquistato in staffetta tutti i suoi 5 podi in Coppa del Mondo: il primo il 13 dicembre a Hochfilzen (3ª), la prima vittoria il 7 gennaio 2015 a Oberhof e l'ultimo il 15 febbraio a Oslo Holmenkollen (1ª); ai successivi Mondiali di Kontiolathi 2015, sua ultima presenza iridata, si è classificata 75ª nell'individuale, 65ª nella sprint e 7ª nella staffetta. Ha preso per l'ultima volta il via in Coppa del Mondo il 17 gennaio 2016 a Ruhpolding in staffetta (6ª) e si è ritirata al termine di quella stessa stagione 2015-2016: la sua ultima gara in carriera è stata la staffetta mista di IBU Cup disputata il 13 marzo in Val Martello, chiusa dalla Landová all'8º posto.

## Palmarès

### Olimpiadi
- 1 medaglia:
  - 1 bronzo (staffetta a Soči 2014)

### Universiadi
- 5 medaglie:
  - 2 ori (partenza in linea a Trentino 2013; partenza in linea a Štrbské Pleso/Osrblie 2015)
  - 3 bronzi (individuale, staffetta mista a Trentino 2013; sprint a Štrbské Pleso/Osrblie 2015)

### Coppa del Mondo
- Miglior piazzamento in classifica generale: 74ª nel 2014
- 5 podi (tutti a squadre):
  - 3 vittorie
  - 1 secondo posto
  - 1 terzo posto

#### Coppa del Mondo - vittorie
| Data             | Località          | Nazione  | Spec.                                                            |
| ---------------- | ----------------- | -------- | ---------------------------------------------------------------- |
| 7 gennaio 2015   | Oberhof           | Germania | RL (con Eva Puskarčíková, Gabriela Soukalová e Veronika Vítková) |
| 14 gennaio 2015  | Ruhpolding        | Germania | RL (con Eva Puskarčíková, Gabriela Soukalová e Veronika Vítková) |
| 15 febbraio 2015 | Oslo Holmenkollen | Norvegia | RL (con Eva Puskarčíková, Gabriela Soukalová e Veronika Vítková) |

Legenda:

RL = staffetta